# Heath Hayes and Wimblebury
Heath Hayes and Wimblebury es una parroquia civil del distrito de Cannock Chase, en el condado de Staffordshire (Inglaterra).

## Geografía
Según la Oficina Nacional de Estadística británica, Heath Hayes and Wimblebury tiene una superficie de 3,9 km².

## Demografía
Según el censo de 2001, Heath Hayes and Wimblebury tenía 12 176 habitantes (49,82% varones, 50,18% mujeres) y una densidad de población de 3122,05 hab/km². El 24,38% eran menores de 16 años, el 72,32% tenían entre 16 y 74, y el 3,29% eran mayores de 74. La media de edad era de 33,12 años. Del total de habitantes con 16 o más años, el 25,69% estaban solteros, el 62% casados, y el 12,32% divorciados o viudos.
Según su grupo étnico, el 98,3% de los habitantes eran blancos, el 0,49% mestizos, el 0,56% asiáticos, el 0,19% negros, el 0,39% chinos, y el 0,07% de cualquier otro. La mayor parte (98,02%) eran originarios del Reino Unido. El resto de países europeos englobaban al 0,87% de la población, mientras que el 1,11% había nacido en cualquier otro lugar. El cristianismo era profesado por el 81,96%, el budismo por el 0,11%, el hinduismo por el 0,1%, el judaísmo por el 0,02%, el islam por el 0,11%, el sijismo por el 0,21%, y cualquier otra religión por el 0,11%. El 11,41% no eran religiosos y el 5,97% no marcaron ninguna opción en el censo.
Había 4603 hogares con residentes y 93 vacíos.